# Felipe Caicedo
Felipe Salvador Caicedo Corozo (* 5. September 1988 in Guayaquil) ist ein ecuadorianischer Fußballspieler, der auch die spanische Staatsbürgerschaft besitzt. Er spielt in der Regel als Stürmer, kann aber auch als offensiver Mittelfeldspieler eingesetzt werden, da er als schnell und trickreich gilt. Derzeit steht er beim saudi-arabischen Erstligisten Abha Club unter Vertrag.

## Karriere
Caicedo begann seine Profikarriere beim unterklassigen FC Rocafuerte aus Guayaquil in der regionalen dritten ecuadorianischen Liga der Provinz Guayas. Im September 2006 wechselte er zum FC Basel. Schon in seiner ersten Saison zeigte er sein ganzes Talent. Er absolvierte insgesamt 32 Spiele und schoss neun Tore. Am 31. Januar 2008 wechselte er mit sofortiger Wirkung für rund 5 Millionen Pfund zu Manchester City in die Premier League Englands. Er kam dort meist als Einwechselspieler zum Einsatz. Bis Ende 2009 stand der Angreifer bei Sporting Lissabon als Leihspieler unter Vertrag. Januar 2010 gab der spanische Erstligist FC Málaga bekannt, Caicedo bis zum Ende der Saison als Leihspieler unter Vertrag genommen zu haben. Er soll helfen den Verein in der ersten Liga zu halten.
Nach einem weiteren Leihgeschäft beim ebenfalls spanischen Erstligisten Levante UD wechselte Caicedo nach Russland in die Premjer-Liga zu Lokomotive Moskau.
In der Winterpause der Saison 2013/14 wechselte er in die Arabischen Emirate und unterschrieb bei Al-Jazira Club einen Vertrag bis Dezember 2016. Lokomotive erhielt für diesen Transfer sieben Millionen Euro an Ablöse. Nach einem halben Jahr verließ er Al-Jazira ablösefrei und wechselte im Sommer 2014 zu Espanyol Barcelona.
Caicedo wird regelmäßig in der ecuadorianischen Nationalmannschaft eingesetzt und bestritt zuvor diverse Spiele in der U-16, U-17 und U-20-Auswahl seines Landes. Er nahm an der U-20-Weltmeisterschaft 2007 in Paraguay und am Turnier um die Copa América 2007 teil.
2017 wechselte Caicedo für eine Ablösesumme von drei Millionen Euro zu Lazio Rom und 2021 zum CFC Genua.
Im Januar 2022 wechselte er auf Leihbasis zu Inter Mailand, wo er wieder unter seinem alten Trainer aus Zeiten bei Lazio Simone Inzaghi spielt.

## Privates
Caicedo ist mit einer Spanierin verheiratet und erhielt nach der Heirat im September 2015 die spanische Staatsbürgerschaft.

## Erfolge
FC Basel
- Schweizer Cupsieger: 2007

Lazio Rom
- Italienischer Supercupsieger: 2017, 2019
- Italienischer Pokalsieger: 2018/19